# Робертсон, Эндрю (актёр)
Э́ндрю Ро́бертсон (англ. Andrew N. Robertson; род. 1974) — британский актёр и музыкант.
Дебютировал в кинематографе как исполнитель главной роли (15-летнего Джека) в фильме Эндрю Биркина «Цементный сад» (1993). В дальнейшем исполнил одну из главных ролей (Тит Гроун) в мини-сериале «Тёмное королевство» (2000), снялся также в нескольких эпизодических ролях.
С 2005 г. вокалист и гитарист рок-группы «Truck», базирующейся в Лондоне. Научный сотрудник Центра цифровой музыки (англ. Centre for Digital Music) при Колледже королевы Мэри Лондонского университета, автор нескольких научных работ. В 2011 г. представил публично свою разработку — компьютерную программу B-Keeper для рок-музыкантов, позволяющую исполнителю на ударных инструментах варьировать темп предварительно записанных элементов звучания в соответствии с темпом живого исполнения.